# 褐色塔螺
褐色塔螺（学名：Monotygma eximia）是海螺的一個物種。舊屬肠纽目小塔螺科Actaeopyramis屬，今屬泛有肺類支序的塔螺總科小塔螺科Monotygma屬。

## 物種
本物種主要分佈於日本:730、韩国、中国大陆的北戴河、海南島及西沙群島、台湾。常栖息在浅海沙底。